# Scott Bellavance
Scott Bellavance (* 7. Juli 1975 in Prince George) ist ein ehemaliger kanadischer Freestyle-Skier. Er startete in den Buckelpisten-Disziplinen Moguls und Dual Moguls.

## Werdegang
Bellavance nahm von 1995 bis 1999 am Nor-Am-Cup sowie am Europacup teil. Dabei holte er zwei Siege und kam in der Saison 1997/98 auf den dritten Platz sowie in der Saison 1998/99 auf den zweiten Rang in der Dual-Moguls-Disziplinen Wertung des Nor-Am-Cups. Erstmals im Weltcup startete er im Januar 1999 in Blackcomb, wobei er den 17. Platz im Dual Moguls errang. In den folgenden Jahren belegte er in der Saison 1999/2000 und 2001/02 mit drei Top-Zehn-Platzierungen jeweils den 18. Platz im Moguls-Weltcup. Zudem wurde er im Februar 2002 in Salt Lake City bei seiner einzigen Teilnahme an Olympischen Winterspielen Sechster im Moguls-Wettbewerb. In seiner letzten Saison 2002/03 als aktiver Sportler kam er im Weltcup fünfmal unter die ersten Zehn und erreichte mit zweiten Plätzen in Tignes sowie in Sauze d’Oulx seine einzigen Podestplatzierungen im Weltcup. Er belegte damit den 22. Platz im Gesamtweltcup und den zehnten Rang im Moguls-Weltcup. Beim Saisonhöhepunkt, den Weltmeisterschaften 2003 im Deer Valley, sprang er auf de 33. Platz im Moguls und auf den neunten Rang im Dual Moguls.

## Erfolge

### Olympische Spiele
- 2002 Salt Lake City: 6. Platz Moguls

### Weltmeisterschaften
- 2003 Deer Valley: 9. Platz Dual Moguls, 33. Platz Moguls

### Weltcup-Gesamtplatzierungen
Bellavance nahm an 38 Weltcups teil und erreichte 12 Top-Zehn-Platzierungen sowie zwei Podestplatzierungen.
| Saison    | Gesamt | Gesamt | Moguls | Moguls | Dual Moguls | Dual Moguls |
| Saison    | Punkte | Platz  | Punkte | Platz  | Punkte      | Platz       |
| --------- | ------ | ------ | ------ | ------ | ----------- | ----------- |
| 1999/2000 | 45     | 35.    | 180    | 18.    | 44          | 22.         |
| 2000/01   | 4      | 82.    | 16     | 45.    | –           | –           |
| 2001/02   | 42     | 39.    | 252    | 18.    | –           | –           |
| 2002/03   | 66     | 22.    | 464    | 10.    | 44          | 21.         |